# Sanderella discolor
Sanderella discolor är en orkidéart som först beskrevs av João Barbosa Rodrigues, och fick sitt nu gällande namn av Célestin Alfred Cogniaux. Sanderella discolor ingår i släktet Sanderella och familjen orkidéer. Inga underarter finns listade i Catalogue of Life.

## Bildgalleri

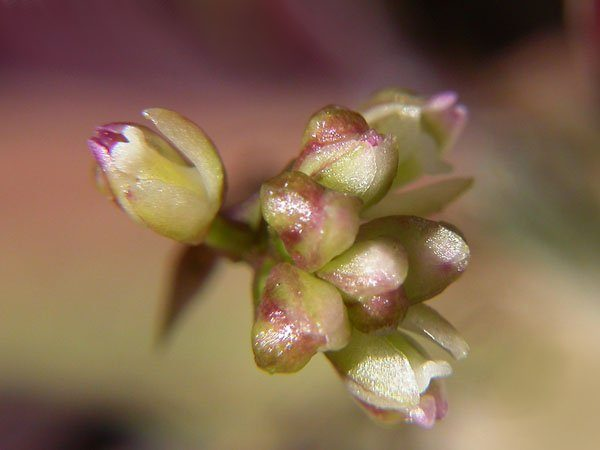